# Eugen Schädler
Eugen Schädler (* 17. April 1899 in Nendeln; † 22. September 1973 ebenda) war ein liechtensteinischer Landtagsabgeordneter und Unternehmer.

## Biografie
Eugen Schädler wurde 1899 als Sohn des stellvertretenden Landtagsabgeordneten Gebhard Schädler und dessen Frau Anna (geborene Beck) geboren. Er war Bürger der Gemeinde Eschen, deren Ortsteil Nendeln ist. Schädler besuchte die Volksschule in Eschen. Anschliessend besuchte er das Lehrerseminar in Feldkirch, sowie die Hafner-Fachschule in Steyr. 1929 kehrte er nach Liechtenstein zurück und übernahm den Familienbetrieb Keramik Werkstatt Schaedler AG in Nendeln. Zu diesem Zeitpunkt produzierte der Betrieb hauptsächlich Ofenkacheln. Schädler stellte das Produktionsprogramm auf Haushaltskeramik um, wodurch das Unternehmen von den wirtschaftlichen Problemen der 1930er Jahre kaum in Mitleidenschaft gezogen wurde. Des Weiteren baute er den Betrieb aus.
Von 1939 bis 1957 war er für die Fortschrittliche Bürgerpartei in Liechtenstein (FBP) Abgeordneter im Landtag des Fürstentums Liechtenstein. Daneben gehörte er von 1942 bis 1951 dem Gemeinderat von Eschen an. Als Politiker und Unternehmer setzte er sich für die Einführung der betrieblichen Altersvorsorge ein. Von 1947 bis 1951 sass er im Verwaltungsrat der Liechtensteinischen Kraftwerke sowie von 1956 bis 1959 im Aufsichtsrat der VP Bank. Schädler war Gründungsmitglied der Liechtensteinischen Industriekammer. Später wurde er deren Ehrenmitglied.
1929 heiratete er die Schwester des Regierungschefs Josef Hoop, Elwina Katharina Hoop. Aus der Ehe gingen vier Töchter hervor, unter anderem die spätere Landtagsabgeordnete Emma Eigenmann. Die Politikerin Susanne Eberle-Strub ist seine Enkelin.